# Arkady Markoff
Le comte Arkady Ivanovitch Markoff (ou Morkov, en russe : Аркадий Иванович Морков ; 1747-1827) est un diplomate russe.

## Biographie
Il fut d'abord ambassadeur à Stockholm (1783), à la cour de Gustave III de Suède, où il rencontra l'actrice Sophie Hus, qui fut sa compagne jusqu'à sa mort. Il fut ensuite membre du Collège des Affaires étrangères de la Russie à partir de 1786. Il devint le bras droit d'Alexandre Bezborodko et finit par être responsable de toute la correspondance étrangère de Catherine II. À la mort de celle-ci en 1796, il fut mis à la retraite et dut quitter Saint-Pétersbourg.
Il ne reprit du service qu'après la mort de Paul Ier en 1801 : son successeur Alexandre Ier le nomma ambassadeur à Paris. À ce titre, il négocia et conclut avec Talleyrand le traité de Paris du 10 octobre 1801. Napoléon, auquel il était très hostile, réclama son renvoi à l'empereur de Russie, qui le rappela en 1804 et le décora de l'ordre de Saint-André.
Il n'occupa plus de charge diplomatique mais, de 1820 à sa mort, il fut membre du conseil d'État de Russie. Il est enterré au cimetière Saint-Lazare à Saint-Pétersbourg.
Il est le frère des généraux Nikolaï Markoff (ru) (1743-1811) et Irakli Morkov (1753-1828), tous trois nommés comtes du Saint-Empire en 1796.